# كأس سلوفينيا 1993–94
كأس سلوفينيا 1993–94 هو موسم من كأس سلوفينيا. كان عدد الأندية المشاركة فيه 32، وفاز فيه نادي ماريبور.